# James MacCullagh
James MacCullagh, né en 1809 et mort le 24 octobre 1847, était un mathématicien irlandais.
Il est l'auteur de la Formule de MacCullagh.

## Biographie
Né à Landahaussy, à côté de Strabane, dans le comté de Tyrone en Irlande, MacCullagh était un membre du Trinity College de Dublin et y a côtoyé William Rowan Hamilton. Bien qu'il travaillât principalement sur l'optique, on se souvient plus de lui pour ses travaux en géométrie : son ouvrage le plus important est On surfaces of the second order (Sur les surfaces de second ordre) en 1843.
Il reçut la Médaille Copley en 1842 pour ses recherches liés à la théorie ondulatoire de la lumière publiées dans les Philosophical Transactions.
Charles Babbage, pour qui MacCullagh était « un excellent ami », discuta avec lui des avantages et inconvénients des outils analytiques. 
MacCullagh s'est suicidé à 38 ans à Dublin, peut-être déprimé par le déclin supposé de ses capacités en mathématiques.